# Joseph Hantschl
Joseph Hantschl (* 17. Januar 1769 in Zwickau in Böhmen; † 2. Juni 1826 in Wien) war ein böhmischer Mathematiker und Hochschullehrer.

## Leben
Hantschl war zunächst Sängerknabe am Veitsdom. Er absolvierte das Kleinseitner Gymnasium. Dort wurde er unter anderem von Stanislav Vydra und Franz Anton von Gerstner in höhere Mathematik ausgebildet. Anschließend ging er nach Wien. Dort nahm er an der Universität Wien ein Studium der Rechtswissenschaft auf, zugleich war er als Erzieher tätig. Zunächst war er ab 1792 Gehilfe, von 1795 bis 1802 provisorischer Lehrer der Kaiserlich und königlichen Wiener Realakademie bei St. Anna. 1802 wurde er dort ordentlicher Lehrer für Rechenkunde und Geometrie.
Hantschl wurde bei der Gründung des Polytechnikums Wien, der heutigen Technischen Universität, dort der erste ordentliche Professor der höheren Mathematik. In diesem Amt wirkte er bis zu seinem Tod. Seine Vorlesungen in Mathematik galten anschließend als Standard für die Lehre höhere Mathematik am Polytechnikum in Wien.

## Werke (Auswahl)
- Nelkenbrecher’s Taschenbuch der Münz-, Mass- und Gewichtskunde, umgearbeitet nach dem Wiener Fuss, Wimmer, Wien 1809.
- Wechsel-Pari-Tafel für Wien. A. Plätze, welche gegen Wien die beständige Valuta haben, Wimmer, Wien 1811.
- Logarithmisch-trigonometrisches Handbuch, Wimmer, Wien 1827.
- Anfangsgründe des einfachen und doppelten kaufmännischen Buchhaltens, Rohrmann, Wien 1840.